# Phalacropsis dispar
Phalacropsis dispar is een keversoort uit de familie glanzende bloemkevers (Phalacridae). De wetenschappelijke naam van de soort werd in 1879 gepubliceerd door John Lawrence LeConte.